# GIS Day
GIS Day o Día del Sistema de Información Geográfica, es una iniciativa de creada por la empresa ESRI,  un evento de carácter internacional, en donde se celebra la semana de la Geografía. En el que se presentan las aplicaciones del mundo real que están haciendo una diferencia en nuestra sociedad. El primer GIS Day formal tuvo lugar en 1999. El presidente de Esri y cofundador Jack Dangermond, cuenta que fue el activista Ralph Nader quien inspiró la creación del GIS Day. Para Ralph, el GIS Day era una buena iniciativa para que las personas aprendan acerca de geografía y usos de los GIS. Él quería que el GIS Day fuese abierto a todos y resultase de la motivación espontánea, sincera y colaborativa.
Tiene el objetivo de concienciar de la importancia que la geografía desempeña en nuestras vidas, y promover la profundización del tema en las escuelas, comunidades y organizaciones.

## Patrocinadores
Principales patrocinadores del GIS Day
- National Geographic Society
- Sun Microsystems
- Hewlett-Packard
- ESRI